# Peter Christian Wagner
Peter Christian Wagner (* 10. August 1703 in Hof; † 8. Oktober 1764 in Bayreuth) war ein deutscher Mediziner und Naturforscher.

## Leben
Peter Christian Wagner war der Sohn des Kaufmannes Adam Daniel Wagner und dessen Ehefrau Barbara Margaretha, geborene Schilling. Peter Christian Wagner studierte nach dem Besuch der Stadtschule und des Gymnasiums in Hof an der Universität Halle und der Universität Leipzig Medizin, promovierte 1724 bei Georg Daniel Coschwitz in Halle mit seiner Dissertation De Lapidibus Judaicis und wirkte anschließend zunächst als praktischer Arzt in Bayreuth und in Erlangen. Im Jahr 1728 wurde er Stadt- und Landphysikus in Pappenheim, 1730 Pappenheim’scher Hofrat und 1731 vom Markgraf Georg Friedrich Karl zum markgräflichen Leibarzt ernannt. Friedrich III. von Brandenburg-Bayreuth ernannte ihn später zum Hofrat und zum Physikus der Stadt Erlangen. Im Jahr 1743 wurde er als Nachfolger des verstorbenen Johann Erhard Donauer (1697–1742) Stadtphysikus in Bayreuth, 1758 zum Geheimen Rat und ersten Leibarzt ernannt sowie zum Direktor des Medizinal-Collegiums berufen. Für das unter seiner Leitung stehende Naturalienkabinett in Bayreuth wirkte Martin Frobenius Ledermüller ab 1761 als sein Assistent. Das gemeinsame Werk, die herausragenden Stücke des Kabinetts mit Texten von Peter Christian Wagner in Kupfer stechen zu lassen, blieb unvollendet, wobei insgesamt 16 Tafeln erschienen.
Am 18. Dezember 1739 wurde er unter der Präsidentschaft des Mediziners Andreas Elias Büchner mit dem akademischen Beinamen Plinius junior unter der Matrikel-Nr. 496 als Mitglied in die Leopoldina, 1741 als Mitglied in die 1716 gegründete Botanische Gesellschaft von Florenz (Socièta Botanica Fiorentina), im Jahr 1747 als auswärtiges Mitglied in die Königlich Schwedische Akademie der Wissenschaften, 1749 in die Accademia delle Scienze dell’Istituto di Bologna, 1755 in die Akademie der Wissenschaften zu Montpellier und 1762 als auswärtiges Mitglied in die Bayerische Akademie der Wissenschaften aufgenommen. Er war weiterhin Mitglied der Accademia Etrusca in Cortona. 
Er war seit 1726 mit Regina († 1735), geborene Heer, und seit 1738 mit Margaretha Wilhelmina, geborene Weismann, einer Tochter des Mediziners Johann Friedrich Weismann, verheiratet. Der Mediziner und Bayreuther Hofarzt Paul Christian Ludwig Wagner (1730–1783) war ein Sohn aus erster Ehe. 
Von seiner Korrespondenz sind Teile seines Schriftverkehrs mit Giovanni Antonio Battarra, Johann Philipp Breyne, Carl von Linné und Christoph Jacob Trew erhalten.

## Schriften (Auswahl)
- Dissertatio Inauguralis Physico-Medica De Lapidibus Judaicis. Halae Magdeburgicae 1724 (Digitalisat)
- Abbildungen der seltensten und schönsten Stücke des fürstlichen Naturalienkabinets in Baireuth, nebst Erklärungen. Erste und 2te Ausgabe. Fol. Nürnberg 1762